# Phrynella pulchra
Phrynella pulchra is een kikker uit de familie smalbekkikkers (Microhylidae). De soort werd voor het eerst wetenschappelijk beschreven door George Albert Boulenger in 1887. Later werd de wetenschappelijke naam Kaloula boulengeri gebruikt.
De kikker is de enige soort uit het monotypische geslacht Phrynella. De soort komt voor in delen van Azië en leeft in de landen Indonesië (inclusief de Mentawai-eilanden) en Maleisië. Sinds recentelijk is de kikker ook gevonden in uiterst zuidelijk Thailand.
Glyphoglossus · 
Kaloula · 
Metaphrynella · 
Microhyla · 
Micryletta · 
Phrynella · 
Uperodon